# Massy (Saône-et-Loire)
Massy is een plaats en voormalige gemeente in het Franse departement Saône-et-Loire in de regio Bourgogne-Franche-Comté en telt 59 inwoners (2009). De plaats maakt deel uit van het arrondissement Mâcon.

## Geschiedenis
Massy fuseerde op 1 januari 2017 met Donzy-le-National, La Vineuse en Vitry-lès-Cluny tot de commune nouvelle La Vineuse sur Fregande.

## Geografie
De oppervlakte van Massy bedraagt 5,0 km², de bevolkingsdichtheid is dus 11,8 inwoners per km².
De onderstaande kaart toont de ligging van Massy (Saône-et-Loire) met de belangrijkste infrastructuur en aangrenzende gemeenten.

## Demografie
Onderstaande figuur toont het verloop van het inwonertal (bron: INSEE-tellingen).